# Superliga 2014/15 (Spanien)
Die Saison 2014/15 war die 41. Spielzeit der Superliga, der höchsten spanischen Eishockeyspielklasse. Meister wurde der CH Jaca, der damit seinen ersten Titel seit 2012 gewinnen konnte.

## Hauptrunde

### Modus
Nach einer Qualifikationsrunde in zwei Gruppen, an der insgesamt neun Mannschaften teilnahmen, absolvierten die fünf Mannschaften, die sich für die Hauptrunde qualifiziert hatten jeweils insgesamt zwölf Spiele, wobei jeweils vier Ergebnisse mit Punkten und Toren aus der Vorrunde übernommen worden waren. Die vier bestplatzierten Mannschaften qualifizierten sich für die Playoffs, in denen der Meister ausgespielt wurde. Ein Sieg in der regulären Spielzeit brachte einer Mannschaft 3 Punkte. Ein Sieg und eine Niederlage nach Verlängerung wurde mit 2 bzw. 1 Punkt vergütet. Für eine Niederlage in regulärer Spielzeit gab es keine Punkte.

### Hauptrunde
|    | Klub           | Sp | S | OTS | OTN | N | Tore    | Punkte |
| -- | -------------- | -- | - | --- | --- | - | ------- | ------ |
| 1. | CH Jaca        | 12 | 8 | 1   | 1   | 2 | 102:032 | 27     |
| 2. | CG Puigcerdà   | 12 | 7 | 2   | 1   | 2 | 100:034 | 26     |
| 3. | CH Txuri Urdin | 12 | 7 | 0   | 1   | 4 | 108:033 | 22     |
| 4. | FC Barcelona   | 12 | 6 | 1   | 1   | 4 | 082:044 | 21     |
| 5. | Majadahonda HC | 12 | 3 | 0   | 0   | 9 | 066:069 | 9      |

Sp = Spiele, S = Siege, U = unentschieden, N = Niederlagen, OTS = Overtime-Siege, OTN = Overtime-Niederlage, SOS = Penalty-Siege, SON = Penalty-Niederlage

## Playoffs

### Halbfinale
- CH Jaca – FC Barcelona 3:1
  - 14. März 2015: CH Jaca – FC Barcelona 5:2 (3:0, 0:1, 2:1)
  - 15. März 2015: CH Jaca – FC Barcelona 3:2 n. V. (1:1, 1:1, 0:0, 1:0)
  - 21. März 2015: FC Barcelona – CH Jaca 8:2 (3:0, 1:1, 4:1)
  - 22. März 2015: FC Barcelona – CH Jaca 2:5 (2:1, 0:0, 0:4)

- CG Puigcerda – CH Txuri Urdin 3:0
  - 7. März 2015: CG Puigcerda – CH Txuri Urdin 2:1 (1:0, 1:1, 0:0)
  - 8. März 2015: CG Puigcerda – CH Txuri Urdin 8:5 (2:3, 2:0, 4:2)
  - 14. März 2015: CH Txuri Urdin – CG Puigcerda 2:4 (2:0, 0:3, 0:1)

### Finale
- CH Jaca – CG Puigcerda 3:2
  - 28. März 2015: CH Jaca – CG Puigcerda 3:2 n. V. (1:1, 1:1, 0:0, 1:0)
  - 29. März 2015: CH Jaca – CG Puigcerda 2:3 (1:2, 1:0, 0:1)
  - 4. April 2015: CG Puigcerda – CH Jaca 2:5 (0:2, 2:1, 0:2)
  - 5. April 2015: CG Puigcerda – CH Jaca 2:1 (1:1, 1:0, 0:0)
  - 7. April 2015: CH Jaca – CG Puigcerda 5:1 (1:1, 2:0, 2:0)